# Cimetière ancien de Niort
Le cimetière ancien de Niort est un cimetière communal situé dans le centre-ville de Niort dans les Deux-Sèvres. Il a été ouvert en 1804 et agrandi en 1838. Il s'étend sur environ deux hectares et son entrée se trouve rue de Bellune.

## Description
La partie ancienne (partie Nord) du cimetière possède de nombreuses tombes du XIXe siècle de formes variées présentant un certain intérêt patrimonial et des chapelles funéraires dont la plus imposante est celle de l'ancien maire de Niort (1830 à 1834 et 1852 à 1865), Paul-François Proust. Le cimetière est enherbé en grande partie et planté d'essences d'arbres divers, ce qui en fait un lieu de promenade paisible et apprécié des Niortais.

## Personnalités
- Bernard d'Agesci (1756-1829), peintre et sculpteur (colonne) ;
- Lucien André (1874-1959), premier violoniste aux concerts Lamoureux, puis à l'Opéra de Paris ;
- Émile Bèche (1898-1977), député du Front populaire, résistant, maire de Niort
- Famille Clouzot, membres de la famille du cinéaste Henri-Georges Clouzot[3] dans la partie ancienne, dont son grand-père Léon, libraire niortais, son oncle Henri (1865-1941) conservateur du musée Galliéra, sa cousine Marianne, donatrice de la ville[2] ;
- Général Jean Charbonneau (1883-1973), historien et rédacteur-en-chef des Cahiers Charles de Foucauld ;
- Amédée de La Porte (1848-1900), député, homme politique républicain et son fils Henri de La Porte (1880-1924), journaliste et député ;
- Sépultures des membres de la famille des industriels Main, dont Thomas-Jean (1745-1821) et Thomas-Hippolyte (mort en 1860) bienfaiteurs de la ville de Niort ;
- Paul-François Proust, maire de Niort au XIXe siècle (chapelle) ;
- Amable Ricard (1828-1876), député et sénateur ;
- Auguste Tolbecque (1830-1919), violoncelliste, compositeur et luthier ;